# Euthyrhinus
Euthyrhinus är ett släkte av skalbaggar. Euthyrhinus ingår i familjen vivlar.
Kladogram enligt Catalogue of Life:
| Euthyrhinus | \| \| Euthyrhinus brevispinosus \| \| \| \| \| \| Euthyrhinus dorsalis \| \| \| \| \| \| Euthyrhinus frontalis \| \| \| \| \| \| Euthyrhinus ionicus \| \| \| \| \| \| Euthyrhinus irroratus \| \| \| \| \| \| Euthyrhinus meditabundus \| \| \| \| \| \| Euthyrhinus navicularis \| \| \| \| \| \| Euthyrhinus orientalis \| \| \| \| \| \| Euthyrhinus pictus \| \| \| \| \| \| Euthyrhinus spinipennis \| \| \| \| \| \| Euthyrhinus squamiger \| \| \| \| \| \| Euthyrhinus squamosus \| \| \| \| \| \| Euthyrhinus tessellatus \| \| \| \| |
|             | \| \| Euthyrhinus brevispinosus \| \| \| \| \| \| Euthyrhinus dorsalis \| \| \| \| \| \| Euthyrhinus frontalis \| \| \| \| \| \| Euthyrhinus ionicus \| \| \| \| \| \| Euthyrhinus irroratus \| \| \| \| \| \| Euthyrhinus meditabundus \| \| \| \| \| \| Euthyrhinus navicularis \| \| \| \| \| \| Euthyrhinus orientalis \| \| \| \| \| \| Euthyrhinus pictus \| \| \| \| \| \| Euthyrhinus spinipennis \| \| \| \| \| \| Euthyrhinus squamiger \| \| \| \| \| \| Euthyrhinus squamosus \| \| \| \| \| \| Euthyrhinus tessellatus \| \| \| \| |
|             | Euthyrhinus brevispinosus |
|             | |
|             | Euthyrhinus dorsalis |
|             | |
|             | Euthyrhinus frontalis |
|             | |
|             | Euthyrhinus ionicus |
|             | |
|             | Euthyrhinus irroratus |
|             | |
|             | Euthyrhinus meditabundus |
|             | |
|             | Euthyrhinus navicularis |
|             | |
|             | Euthyrhinus orientalis |
|             | |
|             | Euthyrhinus pictus |
|             | |
|             | Euthyrhinus spinipennis |
|             | |
|             | Euthyrhinus squamiger |
|             | |
|             | Euthyrhinus squamosus |
|             | |
|             | Euthyrhinus tessellatus |
|             | |